# Odpadno zažiganje
Odpadno sežiganje plina (ang. flaring) je postopek, ki se uporablja pri vrtanju, rafiniranju in procesiranju nafte. Pri teh procesih se pojavi plin kot sekundarni produkt in velja za nezaželenega, v nekaterih primerih celo nevarnega, zato se ga zažge na za to oblikovanih stolpih.
V zadnjih časih so ta postopek v nekaterih državah prepovedali, ker zelo obremenjuje okolje in prispeva okrog 400 milijonov ton ogljikovega dioksida na leto. Prav tako ima ta plin veliko ekonomsko vrednost, predvsem v času dvigovanja cen fosilnih goriv. Zato veliko družb opušča odpadno sežiganje in raje namešča nove tehnologije procesiranja in transportiranja tega plina.
Leta 2011 se je po svetu sežgalo 150 milijard kubičnih metrov plina (približno 20 m³ na vsakega prebivalca na Zemlji), kar ustreza približno 25 % porabe plina v ZDA ali 30 % Evropske unije. En kubični meter zemeljskega plina ima enako kurilno vrednost kot en liter bencina.. Če bi ta plin prodali po trenutni ceni 5,62  USD na 1000 kubičnih čevljev, bi bila vrednost 29,8 milijard USD.
Ob koncu leta 2011 je deset držav prispevalo 72 % vsega sežiganja, največ Rusija (27 %), Nigerija (11 %), Iran (8 %), Irak (7 %), ZDA (5 %), Alžirija (4 %), Kazahstan (3 %), Angola (3 %), Saudova Arabija (3 %) in Venezuela (3 %).